# Übernutzung

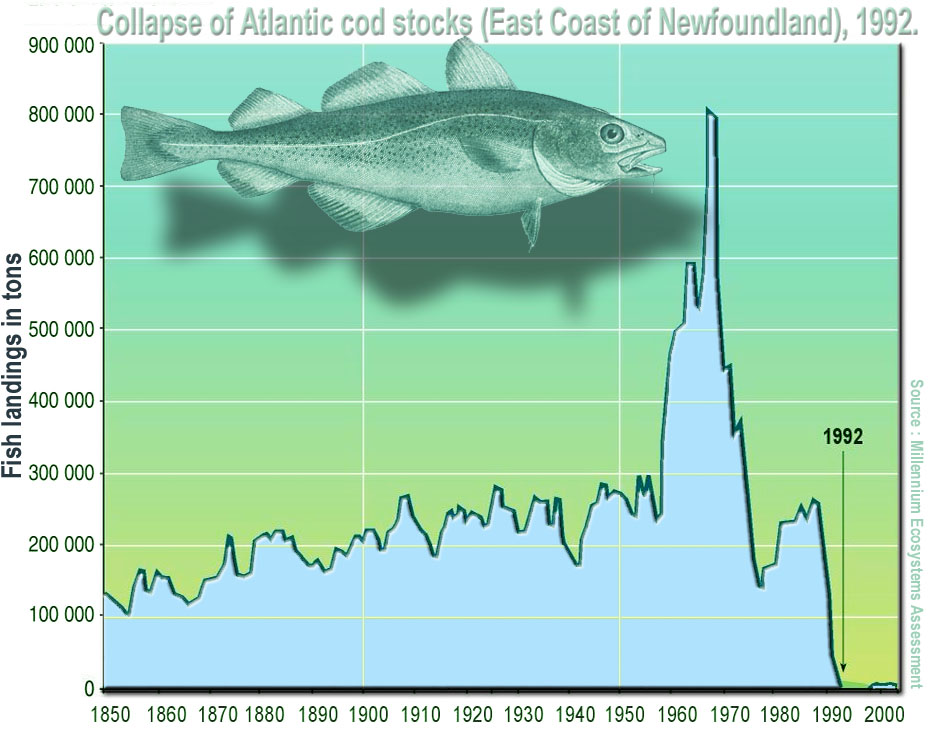
Kabeljaubestände an der Küste Neufundlands wurden in den 1970er und 1980er Jahren stark überfischt, was 1992 zu ihrem plötzlichen Zusammenbruch führte.

Als Übernutzung wird in der Ökologie, Umweltökonomie und Volkswirtschaftslehre die übermäßige Nutzung der natürlichen Ressourcen bezeichnet.

## Allgemeines
Natürliche Ressourcen sind die weltweite Landfläche, Wasserfläche, der Luftraum und allgemein die Umwelt. Deren Übernutzung stellt eine volkswirtschaftliche Fehlallokation dar. Ergreift ein Staat keine Umweltschutzmaßnahmen, entstehen hierdurch hohe Umweltschäden, die Umweltkosten nach sich ziehen. Umweltziel der neoklassischen Umweltökonomie ist es, durch Umweltschutzmaßnahmen eine Internalisierung der Kosten herbeizuführen, um die Übernutzung der natürlichen Ressourcen so weit zu vermindern, bis ein Optimum zwischen den vermiedenen Umweltschadenskosten und den Umweltschutzkosten erreicht ist.
Untersucht man diese natürlichen Ressourcen, so fällt auf, dass es sich um Allmendegüter handelt; sie alle unterliegen der Tendenz zur Übernutzung. Garrett Hardin erkannte 1968, dass den Wirtschaftssubjekten (Privatpersonen, Unternehmen, Staat nebst seinen Gebietskörperschaften) ein unbeschränkter und (meist) kostenloser Zugang zu diesen Ressourcen möglich ist und sie zur Übernutzung dieser Ressourcen neigen. Die von ihm titulierte Tragik der Allmende besteht darin, dass die Erträge der intensivierten Nutzung privatisiert werden können, während die Kosten sozialisiert werden. Das bedeutet, dass beispielsweise ein Unternehmen durch seine Produktion Gewinne erwirtschaftet, aber die vom Unternehmen emittierten Schadstoffe als Gesundheitskosten der Allgemeinheit angelastet werden.

## Arten
Übernutzung (englisch overexploitation) oder (englisch overshoot) kommt vor durch:
- Überweidung (englisch overgrazing) oder Überdüngung (englisch over-fertilization) von Agrarflächen;
- Überjagung (englisch overhunting) der Tierwelt;
- Überfischung (englisch overfishing) der Weltmeere;

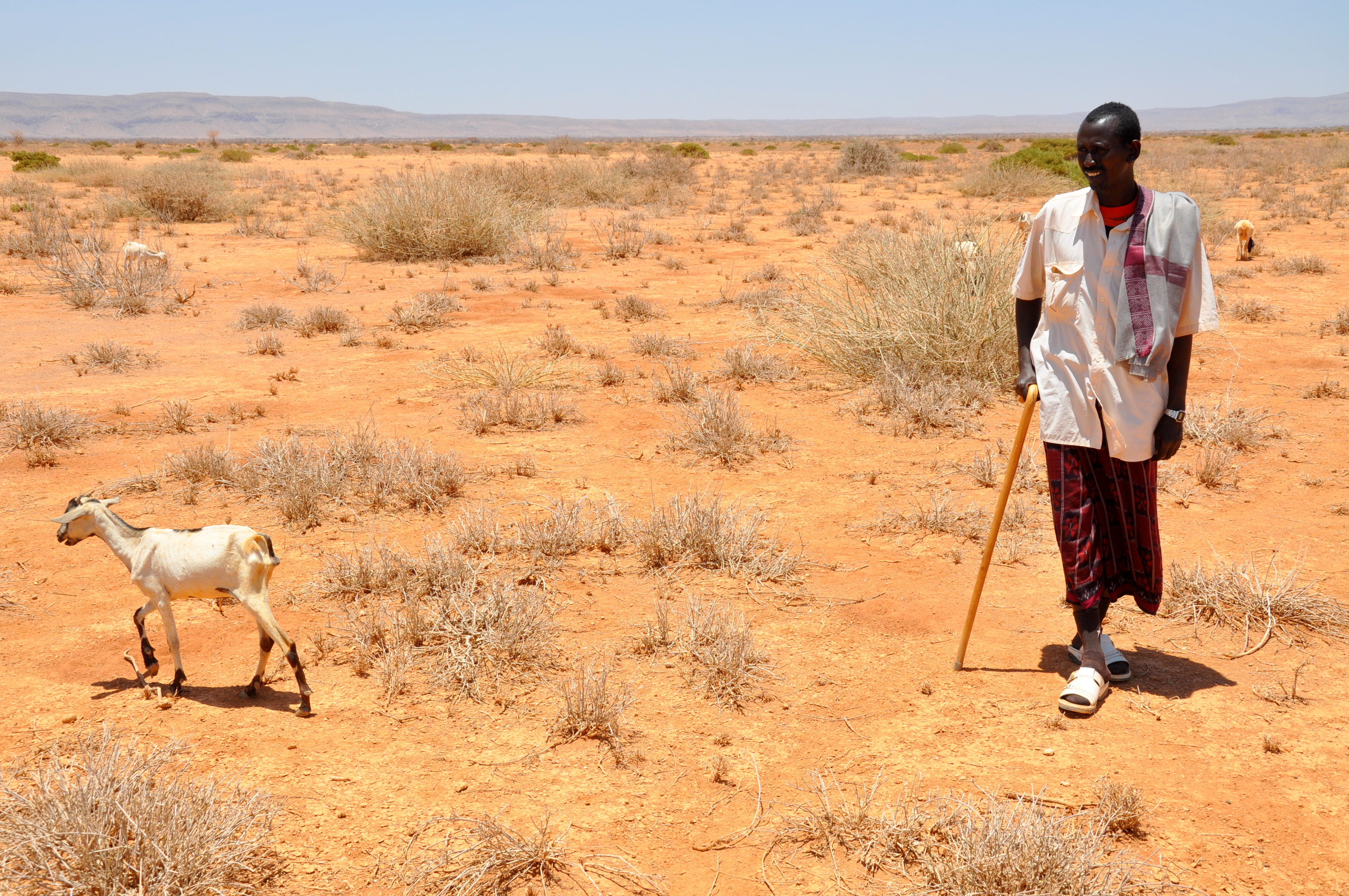
In stark überweideten Gebieten – hier Somalia – können nur noch Ziegen leben, die jedoch die Vegetation noch stärker schädigen

- Überladung von Fahrzeugen im Transportwesen;
- Überkonsum, übertriebenes Kaufverhalten der Verbraucher;
- Überproduktion (englisch overproduction) als Marktversagen, das einen Angebotsüberhang vor allem bei Mindestpreisen schafft;
- Raubbau im Bergbau und in Wäldern;
- Umweltbelastung durch Emission von Schadstoffen und
- Verkehrsinfarkt im Straßennetz.

Bei den meisten Arten tritt während ihrer Nutzung Rivalität auf, denn bei begrenzter Kapazität (Verkehrsstau auf Straßen) sinkt der Nutzen für weitere Nutzer (Verspätung und Staukosten durch Verkehrsstau). Diese Nutzer können jedoch nicht von der Nutzung ausgeschlossen werden. Da Wirtschaftssubjekte auch nicht von der Nutzung des Allmendeguts Umwelt ausgeschlossen werden können, kommt es zur Übernutzung der Ressource Umwelt. Von Bedeutung ist auch, ob die Übernutzung zu bleibenden Substanzschäden führt (Überweidung, Überfischung) oder nicht (Verkehrsstau).
Das beste Beispiel für Übernutzung ist die Fischerei in den Ozeanen, wo es jedermann außerhalb der Hoheitsgewässer freigestellt ist, Fischfang zu betreiben. Der freie, kostenlose Marktzutritt ist ein Anreiz, möglichst viele Speisefische zu fangen, so dass ein maximaler Erlös entsteht. Hierin liegt die Tendenz zur Überfischung. Dies ist ein soziales Dilemma, denn jeder einzelne hat einen Anreiz, die Nutzung des Allmendegutes zu steigern, die daraus resultierende Übernutzung senkt jedoch den gesamtgesellschaftlichen Nutzen.

## Raubbau

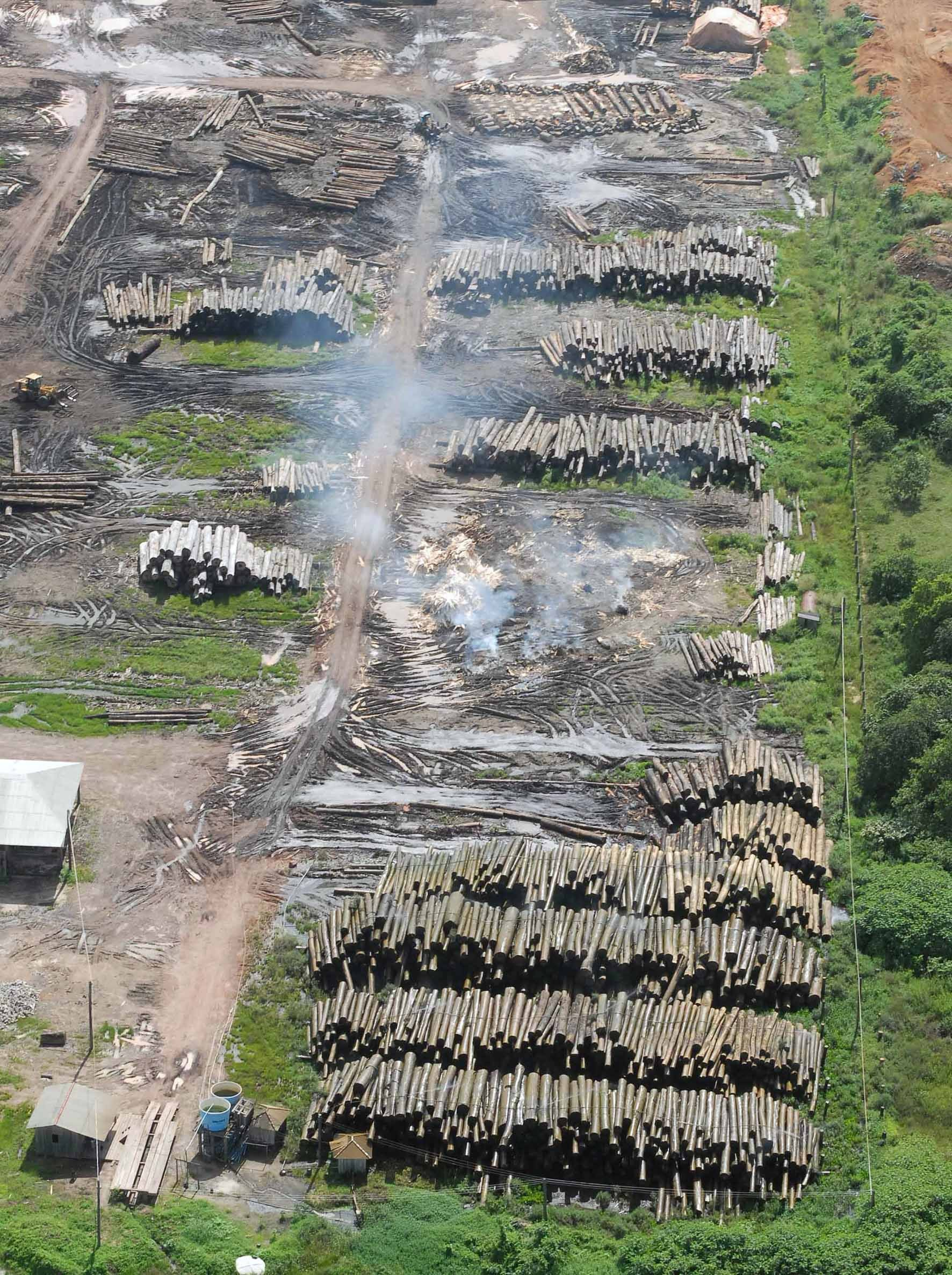
Illegale Entwaldung in Brasilien

Für Meyers Konversations-Lexikon von 1896 war Raubbau noch auf den Raubbau im Bergbau (englisch overexploitation) und in der Landwirtschaft (englisch overcropping) begrenzt. Im Bergbau hatte er zum Ziel, nur die gewinnbringendsten Erze abzubauen; in der Landwirtschaft bestand Raubbau darin, die dem Ackerboden entzogenen wertvollen Mineralien (wie Kalisalz oder Phosphorsäure) nicht oder nur unzureichend durch Dünger zu ersetzen. Die Abholzung des tropischen Regenwaldes ist der Worst Case des Raubbaus in der Forstwirtschaft.
Heute ist Raubbau zur Metapher geworden, die eine Übernutzung anzeigt. Allgemein wird von einem „Raubbau am Körper“ oder „Raubbau an der Gesundheit“ gesprochen, wenn der Körper übermäßig beansprucht und damit geschädigt wird (z. B. zur Begründung von Arbeitszeitvorschriften). Ein weiteres Beispiel für eine metaphorische Verwendung ist das Schlagwort vom „Raubbau an der Natur“.

## Folgen
Eine Übernutzung etwa durch Überdüngung und Überweidung bewirkt eine anthropogene Bodendegradation oder Desertifikation. Übernutzung kann zum großflächigen Bodenabtrag durch Denudation und Erosion, zur Verkrustung oder Versalzung und zum Verlust der Biodiversität führen. In der Forstwirtschaft führt der Kahlschlag ohne nachfolgende Wiederaufforstung zu Erdrutschen, Schuttströmen, Überschwemmungen oder Winderosion mit anschließender Desertifikation.
Aufgrund des Raubbaus im Wald dehnen sich die Dürre- und Ödländer immer weiter aus. UNEP zufolge sind 75 % der Landmasse Australiens, 55 % Afrikas, 25 % Asiens und 20 % Nordamerikas in Wüste verwandelt. Die FAO geht davon aus, dass mehr als 25 % aller Fischbestände erschöpft oder von Erschöpfung durch Überfischung bedroht sind, weitere 50 % werden am biologischen Limit befischt.

## Begrenzung/Vermeidung
Der Übernutzung kann durch reglementierende Mengenbeschränkung individueller Nutzung gegenüber den Nutzern begegnet werden. Als Kontingentierung stehen Produktionsquoten (Fangquoten beim Fischfang, Abschusspläne bei der Jagd, Milchquoten in der Landwirtschaft usw.), Grenzwerte oder Richtwerte (Umweltschutz) zur Verfügung. Weitere Strategien sind die Internalisierung der Umweltschäden durch Monetarisierung der Umweltkosten und deren Umlage auf die Verursacher oder die Einführung von Steuern (CO2-Steuer, Umweltsteuer). Ein extensiver Naturschutz (etwa durch Gründung und Management von Naturschutzgebieten, Naturparks oder Nationalparks) beugt einer Ausbeutung durch den Menschen vor.

## Wirtschaftliche Aspekte
Die Übernutzung natürlicher Ressourcen führt zu einer Dezimierung der Bestände von Pflanzen oder Tieren bis hin zum Artensterben und stellt eine nicht nachhaltige Nutzung der Natur dar, weil die Entnahme rascher erfolgt als der natürliche Zuwachs. Dabei ist zu bedenken, dass die Nutzung oder der Verbrauch von Land, Wasser oder Luft diese nicht verschwinden lässt, sondern sie in ihrer Qualität verschlechtert (aus Trinkwasser wird Abwasser). Um den ursprünglichen Qualitätsstandard wiederherzustellen, entstehen Kosten (Errichtung und Betrieb von Kläranlagen). Würden diese Investitionen nicht vorgenommen, entstünden dauerhafte Umweltschäden.
Elinor Ostrom zeigte 1990 auf, dass der kollektive Nutzen bei Gemeingut durch zunehmende individuelle Nutzenmaximierung abnimmt und auf lange Frist ganz verschwindet. Sie kam zu dem Ergebnis, dass für eine angemessene und nachhaltige Bewirtschaftung von lokalen Allmenderessourcen in vielen Fällen eine institutionalisierte lokale Kooperation durch kollektives Handeln sowohl staatlicher Kontrolle als auch Privatisierungen überlegen sei.
Nicht nachhaltige Landwirtschaft und der Raubbau an Wäldern erhöhen das Risiko von Naturkatastrophen. Die Übernutzung der natürlichen Umwelt kann nach dem umweltökonomischen Grundmodell durch die Internalisierung der negativen externen Effekte vermieden werden. Wenn den Verursachern negativer externer Effekte die sozialen Kosten ihrer Aktivitäten zunehmend angelastet werden, führt dies zu einer effizienten Verwendung der natürlichen Umwelt. Die Umwelt würde dann nur so lange belastet wie die Grenzkosten der Umweltbelastung unterhalb der Grenzkosten der Schadensvermeidung liegen.
Übernutzung ist eine Erscheinungsform des Extraktivismus, einem „Akkumulationsmodell, das auf einer übermäßigen Ausbeutung immer knapper werdender, meist nicht erneuerbarer, natürlicher Ressourcen beruht, sowie auf der Ausdehnung dieses Prozesses auf Territorien, die bislang als ‚unproduktiv‘ galten“.